# 鳴海舞
鳴海舞（日语：鳴海 まい，6月4日—）是日本女性聲優，Production Ace所屬。

## 經歷
2018年被選為「世界魔女系列」企劃之一「音樂隊魔女」（後定名為「聯盟空軍航空魔法音樂隊 光輝魔女」）主角維金妮亞·羅伯森的聲優。

## 出演作品
※粗體字為主要角色

### 電視動畫
2019年
- 萌獸寵物店（小孩、女服務生）

2022年
- 史上最強大魔王轉生為村民A（女學生）
- 聯盟空軍航空魔法音樂隊 光輝魔女（維金妮亞·羅伯森[2]）
- Love Live! Superstar!!
- 異世界藥局（婦人3、學生）

2023年
- 眾神眷顧的男人2（費德勒）
- 在無神世界裡進行傳教活動（教團員、信徒、小孩）
- 位於戀愛光譜極端的我們（女學生A、班級代表、店員）
- 聖女魔力無所不能II（侍女）

2024年
- 模擬後宮體驗（七倉綾香[3]）

2025年
- 拜託請穿上，鷹峰同學（女学生B）
- 忍者與殺手的兩人生活（背叛的忍者A）

### 遊戲
- （[4]）
- Last Light（[4]）

### 外語配音
- 貓與桃花源[4]

## 外部連結
- 鳴海舞 | Production Ace （页面存档备份，存于）
- 鳴海舞的X（前Twitter）